# Žalgirisstadion
Het Žalgirisstadion was een multifunctioneel stadion in Vilnius, de hoofdstad van Litouwen. In het stadion was plaats voor 15.029 toeschouwers. De naam van het stadion komt van de Slag bij Tannenberg in 1410, ook wel Slag bij Žalgiris genoemd. De voetbalclub REO Vilnius maakte gebruik van dit stadion. Ook het nationale elftal speelde hier vaak internationale wedstrijden. In 2016 is men begonnen om dit stadion af te breken.